# Myopites delottoi
Myopites delottoi är en tvåvingeart som först beskrevs av Munro 1955.  Myopites delottoi ingår i släktet Myopites och familjen borrflugor.
Artens utbredningsområde är Eritrea. Inga underarter finns listade i Catalogue of Life.